# Gamma Trianguli Australis
Désignations
Gamma Trianguli Australis (γ TrA / γ Trianguli Australis) est une étoile de la constellation du Triangle austral.
Gamma Trianguli Australis est une étoile blanche de la séquence principale de type spectral A1V avec une magnitude apparente de +2,87. Elle est à environ 183 années-lumière de la Terre.
L'étoile présente un excès d'émission dans l'infrarouge, ce qui suggère qu'elle pourrait héberger un disque de débris en orbite. La température moyenne de son émission est de 50 K, ce qui correspond à une séparation moyenne de 481 ua de l'étoile.